# Miguel Ángel Cilleros
Miguel Ángel Cilleros (Salamanca, 21 de agosto de 1962) es oficial mecánico-electricista y líder sindicalista español. Desde 2016 hasta el mes de abril del 2021 fue Secretario General de la federación de Servicios para la Movilidad y el Consumo (FeSMC) de Unión General de Trabajadores. En marzo de 2016 fue candidato a la Secretaría General de UGT para sustituir a Cándido Méndez. Perdió las elecciones al obtener 17 votos menos que su oponente Pepe Álvarez.

## Trayectoria
Su padre era mecánico ferroviario y continuó la tradición familiar. A los 17 años se trasladó a Galicia donde estudió en la escuela ferroviaria de Villagarcía de Arosa. Como oficial mecánico-electricista de Renfe, el primer lugar donde se curtió como sindicalista fue el taller de reparaciones de Renfe en Villaverde (Madrid). En los años ochenta la empresa planeaba su desmantelamiento y Cilleros se situó en la primera línea de protesta, combinando la presión con la negociación.
En 1992 se situó al frente de la sección sindical de UGT, su primer paso en la estructura organizativa sindical y en 1994 pasó a trabajar a tiempo completo en el sindicato ferroviario. En 2002 dejó el sector ferroviario para hacerse cargo de la administración en la federación estatal de transportes y comunicaciones, donde fue elegido secretario general en el 2005. Tras una década al frente de la federación de servicios para la movilidad y consumo de UGT, en 2015 presentó su candidatura a la secretaría general de UGT, una candidatura considerada afín a la mayoría de Cándido Méndez, el secretario general saliente. Las elecciones se celebraron en marzo de 2016, durante el 42.º Congreso Confederal de la UGT,  y perdió por 17 votos. Cilleros logró 289 votos frente a su oponente Josep María Álvarez que logró 306. A la carrera para suceder a Cándido Méndez llegaron tres candidatos: Josep María Álvarez, secretario general de UGT en Cataluña, Cilleros, líder del Transporte, y Gustavo Santana, secretario general de UGT en Canarias que finalmente se retiró al no obtener los avales necesarios.
En mayo de 2016 la Federación de Servicios para la Movilidad y el Consumo (SMC) de UGT se unió a la Federación de Servicios (FeS) convirtiéndose en una de las federaciones de mayor peso en el sindicato y Cilleros fue elegido Secretario General de la nueva federación con el respaldo del 76,47% de los delegados participantes en el congreso constituyente. Cargo que ha ejercido hasta abril de 2021.